# Dzielnica (film)
Dzielnica (ang. South Central) – amerykański film sensacyjny z 1992 roku oparty na scenariuszu i reżyserii Stephena Milburna Andersona, powstały na podstawie powieści Donalda Bakeera pod tytułem Snips, wydanego w 1987 roku. Wyprodukowana przez Warner Bros.

## Opis fabuły
Po opuszczeniu więzienia Bobby (Glenn Plummer) dowiaduje się, że jest ojcem rocznego chłopca. Obiecuje sobie, że wychowa syna na wspaniałego człowieka. Niestety, za sprawą przyjaciela Raya (Byron Minns) znowu zostaje skazany. Po latach otrzymuje informację, że opiekę nad synem przejął jego nielojalny kolega.

## Obsada
- Glenn Plummer jako Bobby
- Terrence Williams jako Boody
- Rana Mack jako dziewczyna w klubie
- Baldwin C. Sykes jako pies Ken
- Christian Coleman jako Jimmie
- Lexie Bigham jako Bear
- Byron Minns jako Ray Ray
- LaRita Shelby jako Carole

i inni